# ABS-CBN
Az ABS-CBN (hivatalos neve: ABS-CBN Corporation) egy fülöp-szigeteki médiavállalat, amelynek székhelye Quezon Cityben található. Ez a Fülöp-szigetek legnagyobb szórakoztató- és médiakonszernje. A céget 1946-ban alapították Bolinao Electronics Corporation néven.
Az ABS-CBN az Alto Broadcasting System és a Chronicle Broadcasting Network egyesülésével jött létre.

## Története
Az ABS-t Bolinao Electronics Corporation néven 1946-ban alapította James Lindenberg amerikai elektronikai mérnök. 1953-ban a BEC cégnévvel együtt Alto Broadcasting System (ABS) nevet kapta. Antonio Quirino bíró, Elpidio Quirino elnök testvére megvásárolta a céget, majd 1953. október 23-án elindította Délkelet-Ázsia első televíziós állomását, a DZAQ-TV-t. A társaság 1956-ban egyesült az ABS-szel, és megalakította az ABS-CBN-t. Ugyanebben az évben a Chronicle Broadcasting Network-t (CBN) Eugenio Lopez Sr. és testvére, Fernando Lopez alapította. Egy évvel később a Lopez család megvásárolta az ABS-t. Az ABS-CBN márkát először 1961-ben használták a televízióban. A médiakonszern 1967. február 1-jén vált ABS-CBN Broadcasting Corporation néven.
1972. szeptember 21-én az ABS-CBN hálózatot hadiállapot miatt lezárták. Tizenhat évvel később, 1986-ban a hálózatot a Marcos-kormányzat után újraindították.
1992-ben az ABS-CBN-t a Fülöp-szigeteki tőzsdén ABS szimbólummal jegyzik.
1999-ben az ABS-CBN The Kapamilya Network néven vagy egyszerűen Kapamilya néven jelent meg.
2008. október 1-jén a hálózat 55. évfordulója alkalmából ABS-CBN Corporation névre keresztelték át. Vállalati nevéből kihagyta a Broadcasting szót.
2020. május 5-én az Országos Távközlési Bizottság rendelkezésének megfelelően az ABS-CBN hálózatot, valamint a DZMM-et, a MOR-t, valamint annak összes rádió- és televízióadóját lezárták a lejárt engedély miatt.
A 2020. július 10-i licencmegtagadás miatt a cég a tartalomszolgáltató tevékenységre összpontosított, amely magában foglalja a televíziós műsorok, filmek és egyéb szórakoztató tartalmak gyártását.

## Csatornák

### Televízió

#### Jelenlegi
Belföldi:
- A2Z (blokkidő a Zoe Broadcasting Network segítségével)
- ABS-CBN News Channel (ANC)
- Cine Mo!
- Cinema One
- Jeepney TV
- Kapamilya Channel
- Knowledge Channel
- Metro Channel
- Myx
- TeleRadyo Serbisyo (a Prime Media Holdings társtulajdonában)

Nemzetközi:
- ANC Global
- Cinema One Global
- Cine Mo! Global
- Myx Global
- TeleRadyo Serbisyo Global
- The Filipino Channel (TFC)

#### Korábbi
Belföldi:
- ABS-CBN
  - DWWX-TV (Manila)
  - D-3-ZO-TV (Baguio)
  - DZAD-TV (Batangas)
  - DYPR-TV (Puerto Princesa)
  - DZNC-TV (Naga)
  - DYAF-TV (Iloilo)
  - DYXL-TV (Bacolod)
  - DYCB-TV (Cebu)
  - DYAB-TV (Tacloban)
  - DXCS-TV (Cagayan de Oro)
  - DXAS-TV (Davao)
  - DXZT-TV (General Santos)
  - DXLL-TV (Zamboanga)
- ABS-CBN Regional Channel
- ABS-CBN Sports and Action (S+A)
  - DWAC-TV (Manila)
  - DYAC-TV (Cebu)
  - DXAB-TV (Davao)
  - DXFH-TV (Zamboanga)
- Asianovela Channel
- Balls
- CgeTV
- DZMM TeleRadyo / TeleRadyo
- DYAB TeleRadyo (Cebu)
- DXAB TeleRadyo (Davao)
- Hero
- Lifestyle Network
- Liga
- Maxxx
- Movie Central
- O Shopping
- PIE (a Broadcast Enterprises and Affiliated Media társtulajdonban)
- Studio 23
- Tag
- Velvet
- Yey!

Nemzetközi:
- ABS-CBN Sports and Action International
- Bro
- Kapamilya Channel (nemzetközi)
- Lifestyle Network (USA)
- Pinoy Central TV

### Rádió

#### Jelenlegi
- DWPM Radyo 630 (a Prime Media Holdings társtulajdonában)
- MOR Entertainment
- MyxRadio

#### Korábbi
- My Only Radio
  - MOR 101.9 My Only Radio For Life! (Manila)
  - MOR 101.1 My Only Radio MORe Na Ron! (Davao)
  - MOR 103.1 My Only Radio Dayta Ah! (Baguio)
  - MOR 101.5 My Only Radio Sikat! (Bacolod)
  - MOR 99.9 My Only Radio Sikat! (Puerto Princesa)
  - MOR 93.5 My Only Radio Yan ang MORe! (Naga)
  - MOR 93.9 My Only Radio Pirmi Na! (Legazpi)
  - MOR 94.3 My Only Radio Araratan! (Dagupan)
  - MOR 94.3 My Only Radio Sikat! (Tacloban)
  - MOR 91.1 My Only Radio Abaw Pwerte! (Iloilo)
  - MOR 97.1 My Only Radio Lupig Sila! (Cebu)
  - MOR 98.7 My Only Radio Nah Ese Vale! (Zamboanga)
  - MOR 91.9 My Only Radio Chuy Kay' Bai! (Cagayan de Oro)
  - MOR 95.5 My Only Radio Ditoy Latta! (Laoag)
  - MOR 92.7 My Only Radio For Life! (General Santos)
  - MOR 95.1 My Only Radio For Life! (Cotabato)
  - MOR 99.7 My Only Radio For Life! (Sofronio Española)
  - MOR 91.3 My Only Radio For Life! (Isabela)
- Radyo Patrol
  - DZMM Radyo Patrol 630 (Manila)
  - DYAP Radyo Patrol 765 (Palawan)
  - DYAB Radyo Patrol 1512 (Cebu)
  - DXAB Radyo Patrol 1296 (Davao)

## Internet
- ABS-CBN.com
- ABS-CBNnews.com
- Filipino On Demand
- iWantTFC
- Kapamilya Online Live
- MOR TV

## Leányvállalatai
- ABS-CBN Center for Communication Arts, Inc. (Star Magic)
- ABS-CBN Convergence
  - ABS-CBN TV Plus
  - ABS-CBNmobile (zárva)
  - ABS-CBN TV Plus Go (zárva)
- ABS-CBN Digital Media
- ABS-CBN Film Productions, Inc. (Star Cinema)
  - Black Sheep
  - Sine Screen (zárva)
  - Skylight Films (zárva)
- ABS-CBN Foundation, Inc.
- ABS-CBN Global Ltd.
  - ABS-CBN Australia Pty. Ltd.
  - ABS-CBN Canada, ULC
  - ABS-CBN Global Hungary Kft.
  - ABS-CBN Japan, Inc.
  - ABS-CBN Middle East Free Zone LLC
  - ABS-CBN Middle East LLC
  - ABS-CBN Global Netherlands B.V.
- ABS-CBN International
- ABS-CBN Publishing, Inc.
- ABS-CBN Theme Parks & Resorts
  - ABS-CBN Studio Experience (zárva)
  - KidZania Manila (zárva)
- ACJ O Shopping Corporation (közös vállalkozás a CJ ENM-mel, lezárva)
- Creative Programs, Inc.
- Dreamscape Entertainment
- MediaSerbisyo Corporation (közös vállalkozás a Prime Media Holdings-szal)
- Play Innovations, Inc.
  - Play Innovations Hungary Kft.
- Roadrunner Network, Inc.
- Sarimanok News Network, Inc.
- Sky Cable Corporation
  - Sky Cable
  - Destiny Cable (zárva)
  - Sky Direct (zárva)
- Star Creatives Group
- Star Home Video
- Star Recording, Inc.
  - Star Music
  - Star Songs, Inc.

## Részlegek
- ABS-CBN Film Archives
- ABS-CBN Licensing
- ABS-CBN News and Current Affairs
- ABS-CBN Regional (zárva)
- ABS-CBN Sports (zárva)
- ABS-CBN Studios
- Cable Channels and Print Media Group
- Creative Communications Management Group
- Manila Radio Division
- Star Entertainment Group

## Az ABS-CBN csatorna bezárása

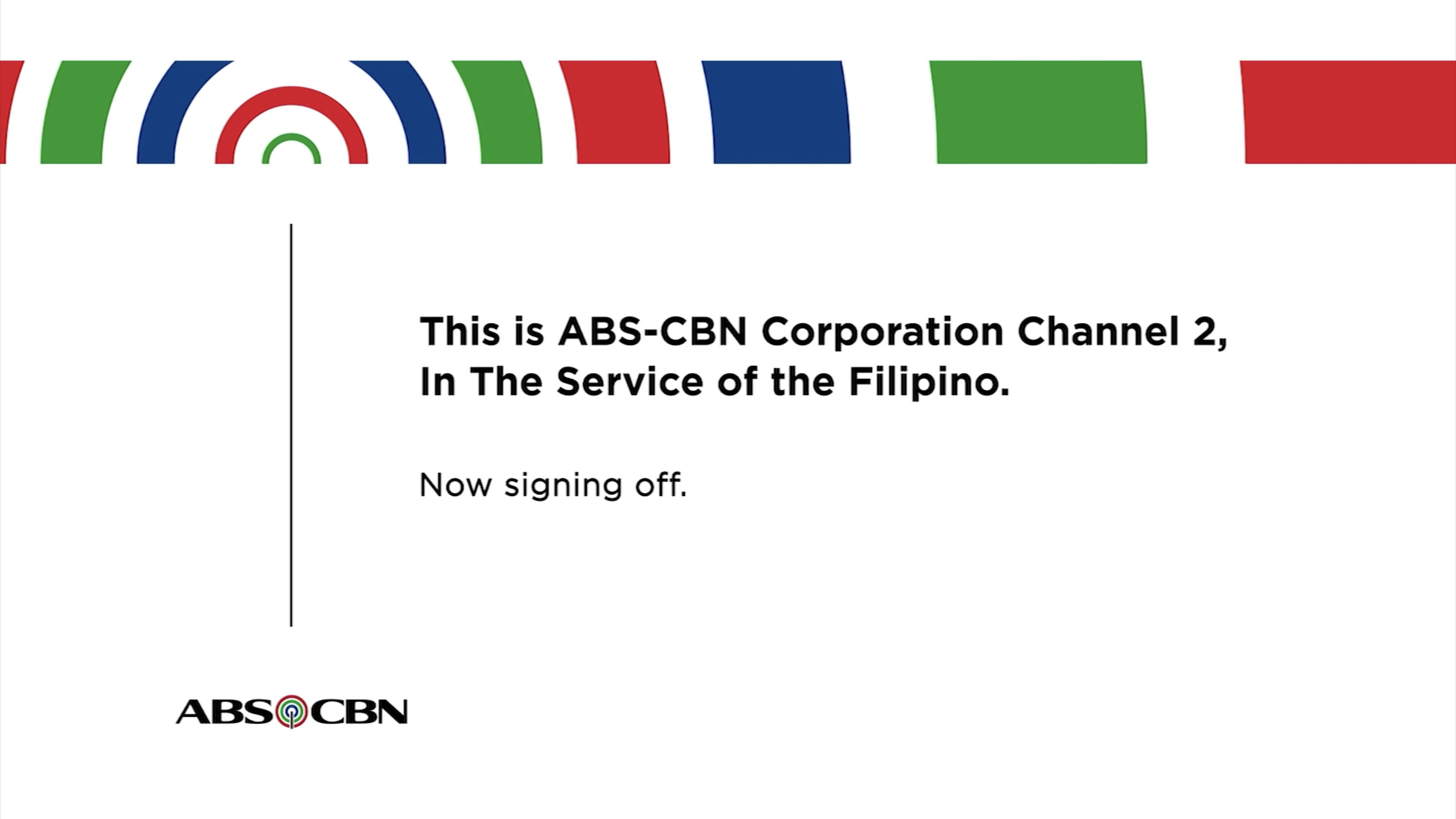
Az utolsó üzenet az ABS-CBN-től a 2020. május 5-i bezárás előtt.

Az ABS-CBN főcsatornát 2020. május 5-én zárták be az 1995-ben kiadott 25 éves licencének lejárta után, az Országos Távközlési Bizottság elrendelte. A TV Patrol volt az utolsó műsor a kedd esti végső kijelentkezés előtt. A csatornát felváltotta a Kapamilya Channel (kábeltelevízió), a Kapamilya Online Live, az iWantTFC (mindkettő online), az A2Z, a TV5 és a GMA Network (minden földi televízió).

## Az ABS-CBN Magyarországon
Az ABS-CBN Magyarországon két irodát működtet, az ABS-CBN Global Hungary Kft. és a Play Innovations Hungary Kft., mindkettő Budapesten található.
Az ABS-CBN összes műsorát és a Star Cinema filmjét Magyarországon a The Filipino Channel, az iWantTFC és a Kapamilya Online Live közvetíti. Ezek a csatornák a kábeles, műholdas és internetszolgáltatóknál érhetők el Európa-szerte.